# Sainte-Suzanne, Mayenne
Sainte-Suzanne är en kommun i departementet Mayenne i regionen Pays de la Loire i nordvästra Frankrike. Kommunen ligger i kantonen Sainte-Suzanne som tillhör arrondissementet Laval. År 2018 hade Sainte-Suzanne 931 invånare.

## Befolkningsutveckling
Antalet invånare i kommunen Sainte-Suzanne
| Referens: INSEE |